# Магера Андрій Йосипович
Андрі́й Йо́сипович Маге́ра (нар. 22 січня 1974, м. Сокаль, Львівська область, Українська РСР, СРСР) — український юрист. Член ЦВК (від 19 лютого 2004, повторно — від 8 грудня 2004). З червня 2007 до 20 вересня 2018 року— заступник голови ЦВК України.
Зіграв одну з ключових ролей в новітній історії України. Будучи членом Центральної виборчої комісії 24 листопада 2004 не підписав протокол з офіційними результатами виборів Президента України (як і Ярослав Давидович, Руслан Князевич), за яким переможцем був визнаний провладний кандидат на посаду президента Віктор Янукович, як такий, що «не відповідає волевиявленню українського народу».

## Життєпис
Народився 22 січня 1974 у м. Сокаль на Львівщині.
У 1998 році закінчив юридичний факультет Львівського національного університету імені Івана Франка за фахом «Правознавство».
Трудову діяльність розпочав вчителем англійської мови і фізичної культури Реклінецької середньої школи Сокальського району Львівської області. Пізніше працював на цегляному заводі Сокальського заводоуправління цегляних заводів.
У 1997—1998 брав участь у навчальній програмі «Помічник голови Комітету Верховної Ради», яку спільно організували Апарат ВР і Асоціація екс-членів Конгресу США. Працював помічником голови Комітету з питань регламенту, депутатської етики і забезпечення діяльності депутатів. З 1998 року працював помічником-консультантом депутата Романа Зварича (на той час фракція «Народного Руху України»).
З 2000 — працював з депутатом Олександром Задорожнім, на той момент головою Комітету з питань правової політики.
З жовтня 2002 — керівник групи помічників депутата Давида Жванії («Наша Україна»).
З лютого 2004 — член Центральної виборчої комісії.
З червня 2007 до 20 вересня 2018 р — заступник голови Центральної виборчої комісії.
Державний службовець 1-го рангу (квітень 2004).
Потрапив до оновленого списку громадян України, щодо яких вводять спеціальні економічні санкції з боку уряду РФ.

## Нагороди
- Заслужений юрист України (23 серпня 2005)[5];
- Орден «За заслуги» III ступеня (23 серпня 2014).[6]

## Інші джерела
- Сайт ЦВК
- Офіційний сайт Центральної Виборчої Комісії України